# Kleiner Spreewald Wahrenbrück

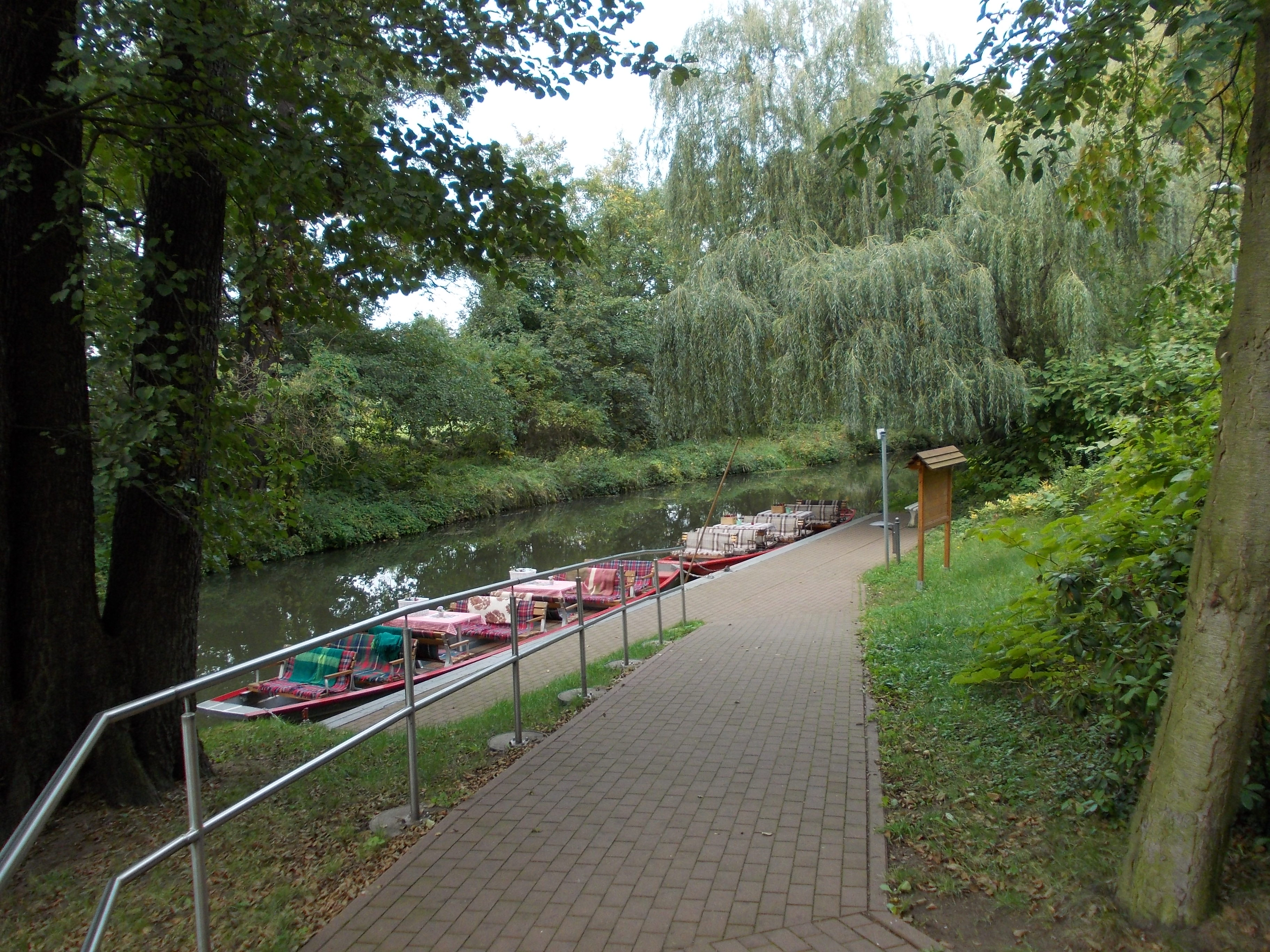
Kahnanlegestelle

Der Kleine Spreewald ist ein Naherholungsgebiet in der südbrandenburgischen Kleinstadt Uebigau-Wahrenbrück im Landkreis Elbe-Elster. Hier befindet es sich an der Kleinen Elster, einem Nebenfluss der Schwarzen Elster, in welche sie wenige hundert Meter später mündet.

## Geschichte
Das Mündungsgebiet der Kleinen Elster ist von zahlreichen Fließen und Gräben geprägt, welche die Auenlandschaft zwischen den beiden Flüssen durchziehen. Im Jahre 1977 begann man deshalb nahe der historischen Elstermühle in Wahrenbrück das kleine Flusssystem mit Spreewaldkähnen zu befahren und einen touristischen Anziehungspunkt zu entwickeln. Der erste Wahrenbrücker Fährmann soll der letzte Müller der Wahrenbrücker Mühle Heinz Linge gewesen sein.
In der Gegenwart ist der Kleine Spreewald ein wichtiger Standort der städtischen Infrastruktur und im regionalen Gewässertourismus. Hier befindet sich eine kleine Parkanlage mit einer Kahnanlegestelle und dazugehörigem Bootshaus, von welcher ganzjährig mittels Spreewaldkähnen Touren angeboten werden. Weiters können hier seit dem Jahre 2012 Kanus ausgeliehen werden, mit denen man das Gebiet selbst erkunden kann. Unmittelbar neben dem Bootshaus ist ein kleines Cafe angesiedelt. Deshalb wird der Kleine Spreewald unter anderem auch gern von verschiedenen Reisebusanbietern angefahren und von Schulklassen besucht.
In unmittelbarer Nähe findet man neben der Elstermühle ein Tiergehege, ein Seniorenheim sowie eine Kindertagesstätte.

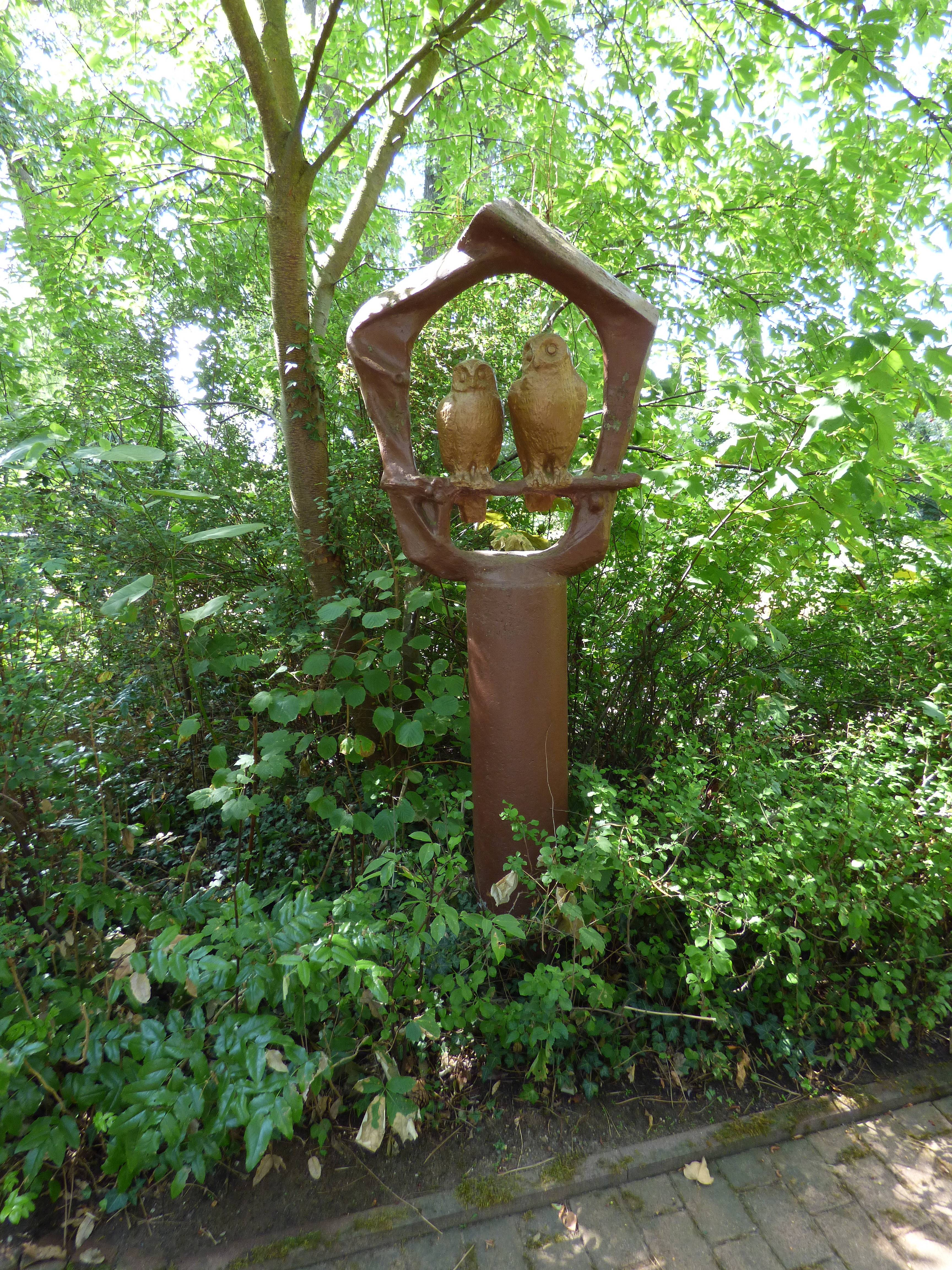
Holzskulptur
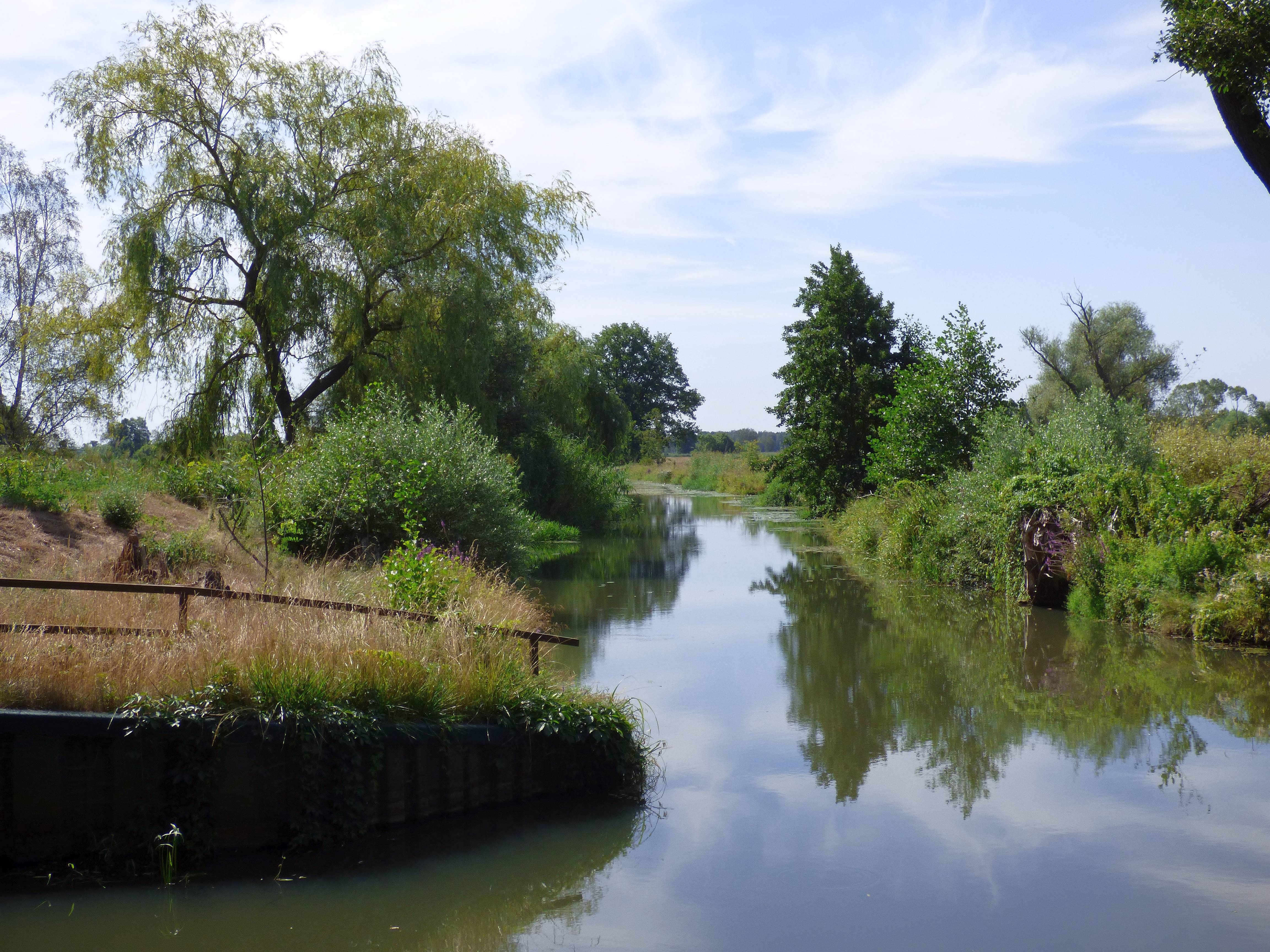
Die Kleine Elster am Bootshaus.
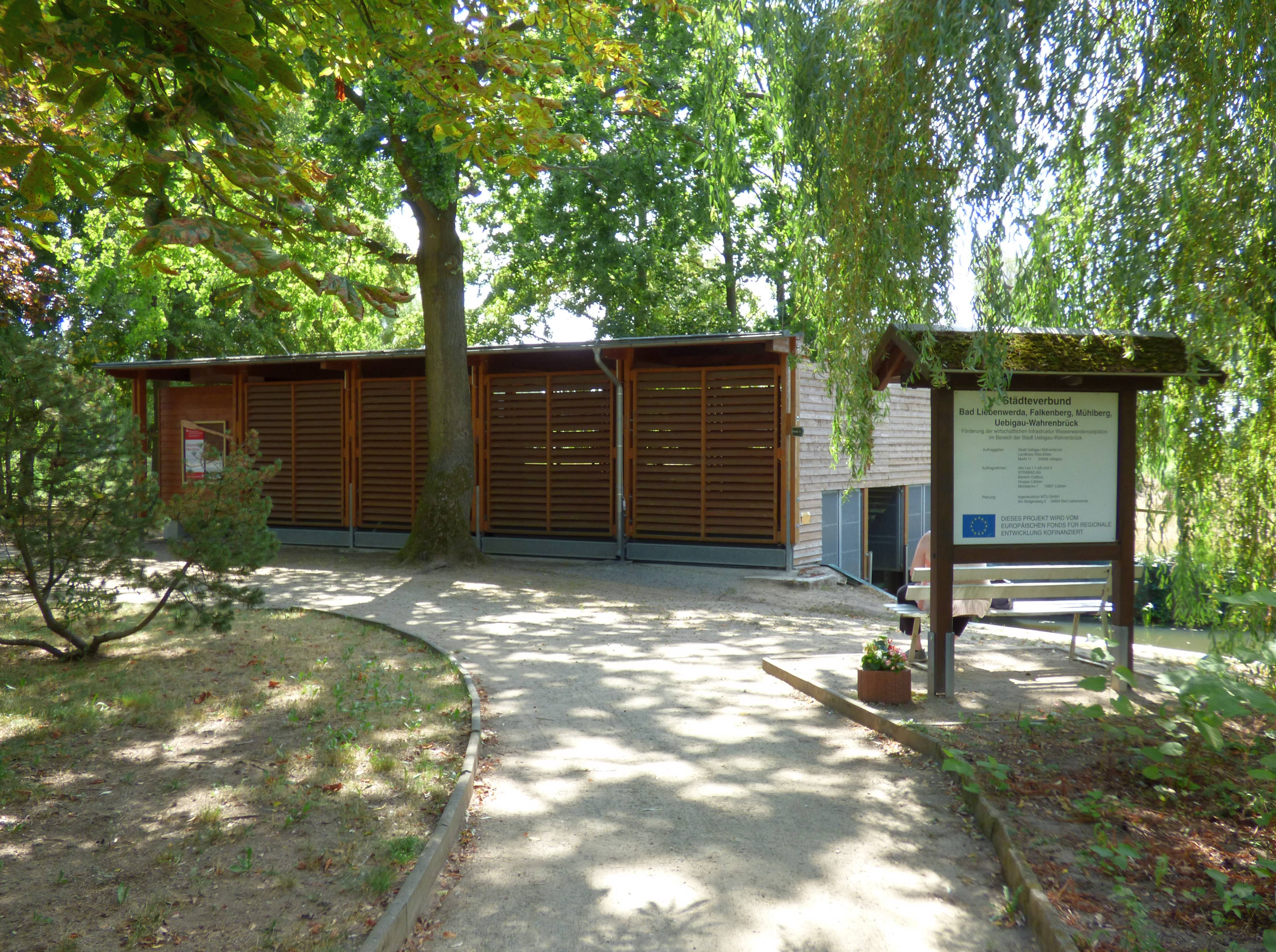
Bootshaus
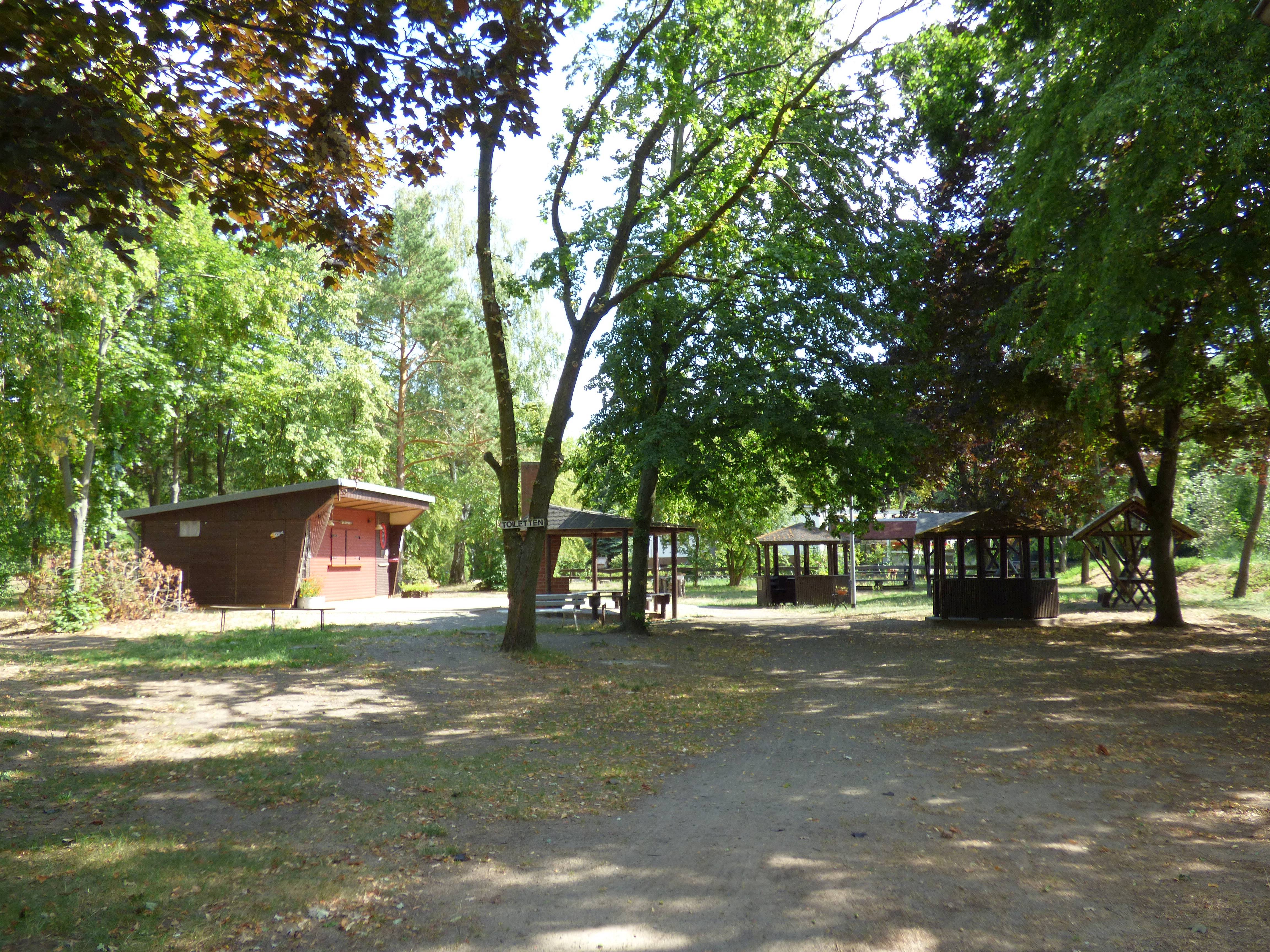
Cafe
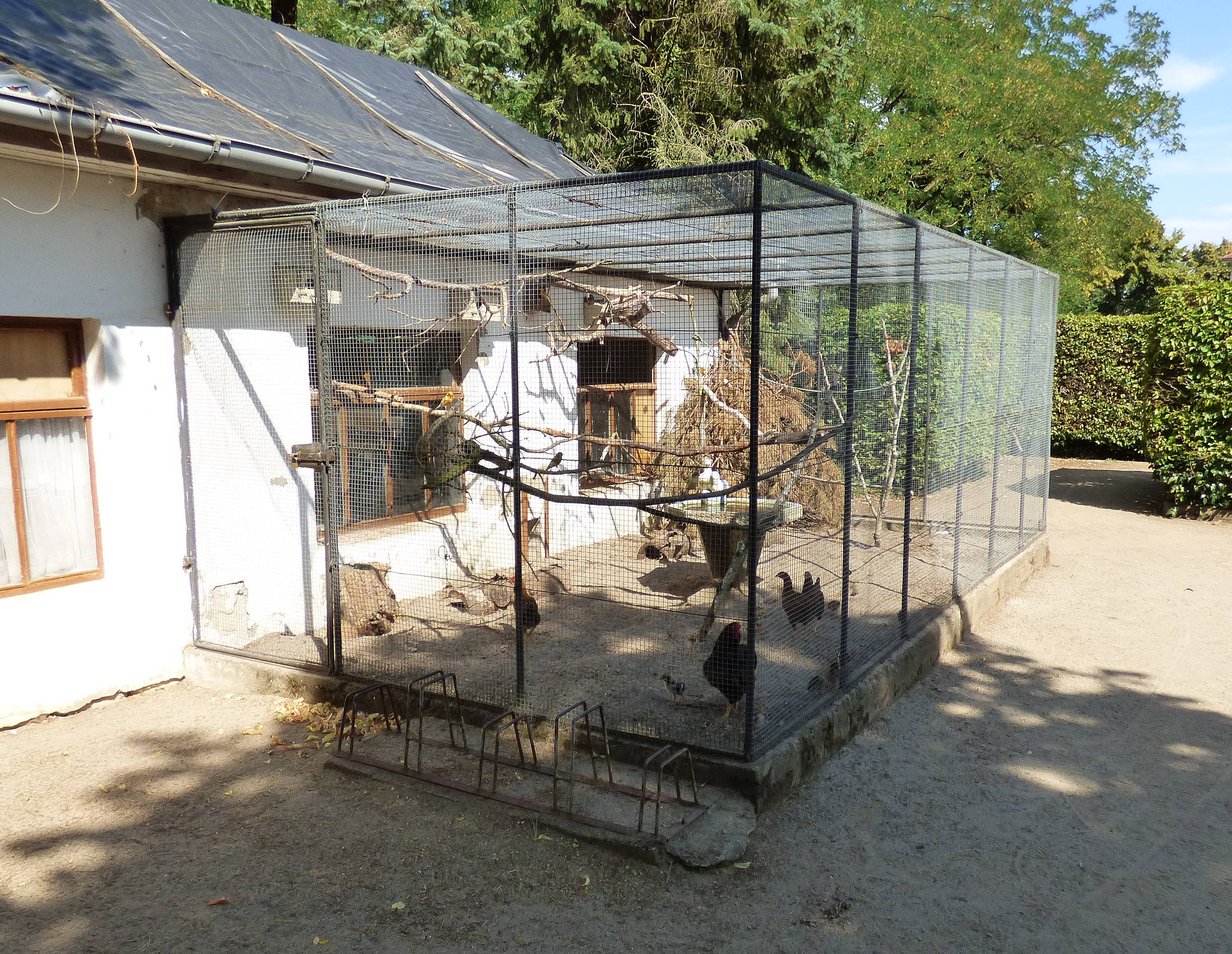
Vogelvoliere

## Elstermühle Wahrenbrück
Das Gebäudeensemble der historischen Elstermühle ist in unmittelbarer Nachbarschaft der Anlegestelle im Kleinen Spreewald zu finden.
Beim Mündungsgebiet der Kleinen Elster handelt es sich auch um einen traditionellen Mühlenstandort. Bereits aus dem Jahre 1248 findet hier eine Wassermühle eine urkundliche Ersterwähnung. Ursprünglich Mahlmühle des Klosters Dobrilugk wurde sie im Jahre 1320 kurze Zeit in einen Eisenhammer umgewandelt, um vermutlich das damals in der Niederung als Raseneisenstein reichlich vorkommende Eisenerz zu verarbeiten. Nach der Säkularisierung des Klosters wurde sie zur kursächsischen Amtsmühle. Ab 1696 wurde hier neben der Mahlmühle auch eine Papiermühle errichtet. Lange Zeit nebeneinander betrieben, verblieb schließlich nur noch die Papiermühle am Standort, welche 1858 wieder in eine Mahlmühle umgewandelt und erst im Jahre 1998 endgültig stillgelegt wurde.
Das 1805 entstandene Hauptgebäude der Mühle steht in der Gegenwart unter Denkmalschutz und ist auf Anfrage und an verschiedenen Eventtagen zu besichtigen.

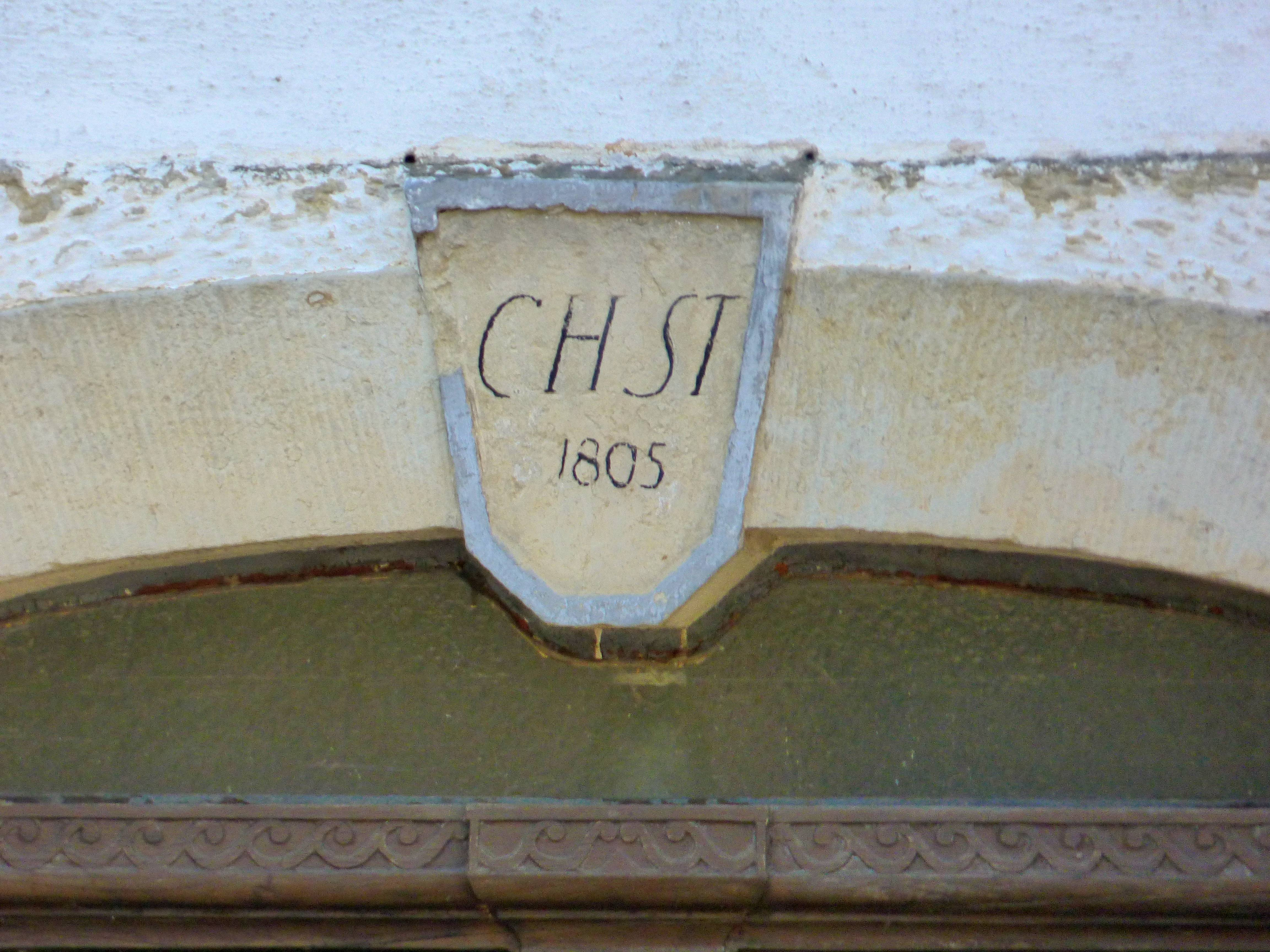
Schlussstein über der Haustür mit den Initialen von Carl Heinrich Stoltze.
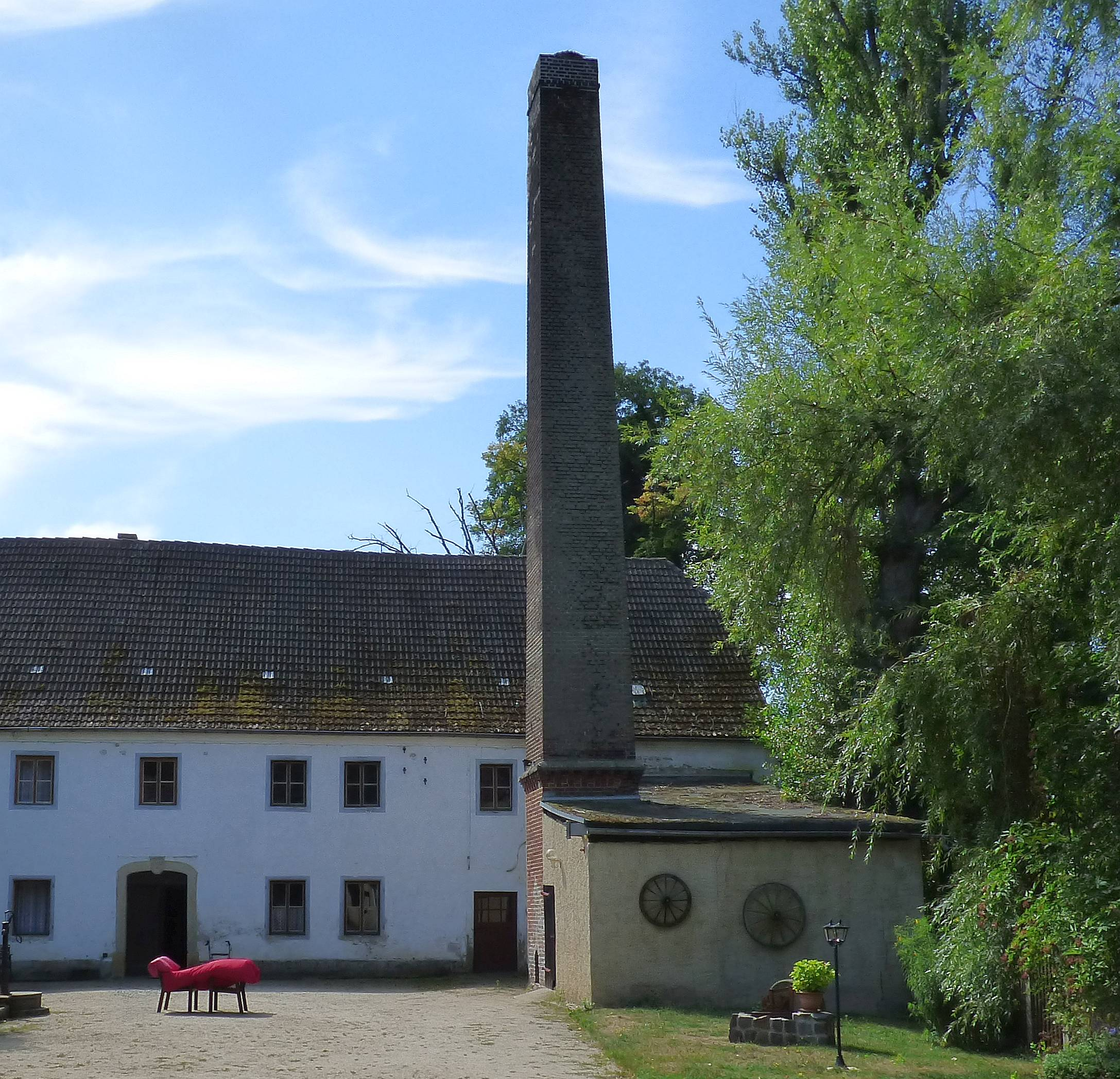
Das Hauptgebäude der Wahrenbrücker Mühle (2018).
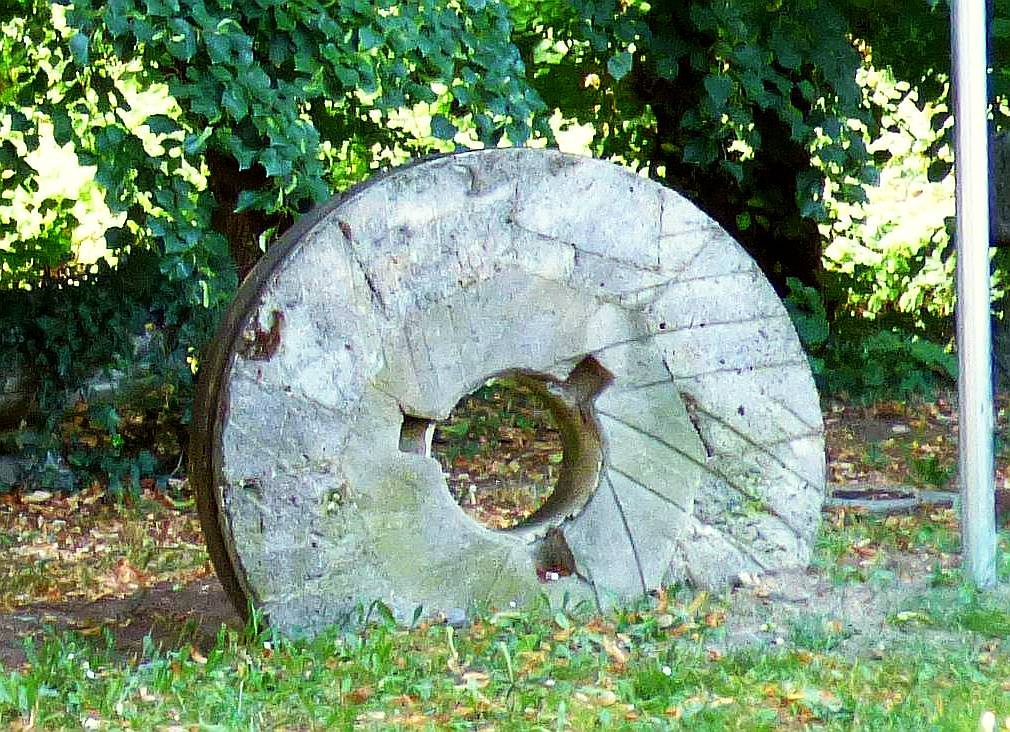
Historischer Mühlstein am Eingang.

## Touristische Anbindung
Wenige hundert Meter westlich des Gebietes verläuft die Bundesstraße 101, mit welcher der Kleine Spreewald über die Landesstraße 65 verbunden ist. Außerdem verbinden mehrere an der Schwarzen Elster entlanglaufende Radwege die Stadt und den Kleinen Spreewald mit den sich im Umland befindlichen Sehenswürdigkeiten und dem Naturpark Niederlausitzer Heidelandschaft. So streift mit der 2007 eröffneten Tour Brandenburg auch der mit 1111 Kilometern längste Radfernweg Deutschlands Wahrenbrück. Weitere Radrouten sind der 108 km lange Schwarze-Elster-Radweg und die 2007 eröffnete Route Kohle-Wind & Wasser, einem 250 km langen energiehistorischen Streifzug mit 14 Stationen durch das Elbe-Elster-Land.

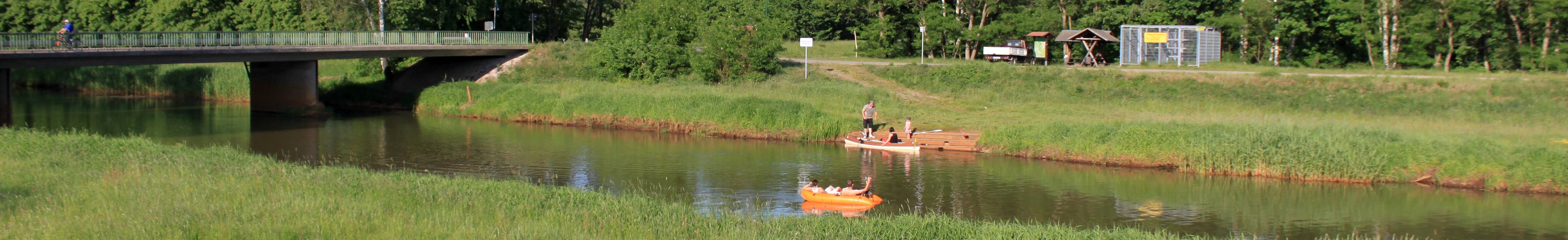
Bootsanlegestelle an der Schwarzen Elster (2012)